# Роли (окръг, Западна Вирджиния)
Окръг Роли (на английски: Raleigh County) е окръг в щата Западна Вирджиния, Съединени американски щати. Площта му е 1577 km², а населението – 79 021 души (2012). Административен център е град Бекли.